# Distretto di Qilin
Il distretto di Qilin (麒麟区S, Qílín QūP) è un distretto della Cina, situato nella provincia di Yunnan e amministrato dalla prefettura di Qujing.